# Cuarta (náutica)

Cuartas en la rosa de los vientos

Cuarta es el nombre que se da a cualquiera de los treinta y dos rumbos o vientos en que está dividida la rosa náutica pero debe advertirse, que en lo más común o general, por cuarta se entiende todo el ángulo que media entre uno y otro rumbo y por este se estima solo la línea que lo marca. 
Algunas de estas, consideradas como divisorias de las cuartas, o por mejor decir, del cuadrante, tienen además las denominaciones particulares de partida y media partida. 

## Expresiones relacionadas
- Cuarta de un rumbo determinado: cualquiera de sus dos inmediatas.
- Arribar o andar tantas cuartas: en sentido absoluto, es hacer que el buque gire llevando la proa hacia sotavento, en el ángulo que mide el número de cuartas determinado, pero cuando en una escuadra se manda navegar arribados tantas cuartas, puede muy bien suceder lo contrario si necesitarse orzar en lugar de arribar porque si la posición ordenada ha de ser, por ejemplo, arribado en dos cuartas y se navega en cuatro sobre las seis de la bolina, es claro que habrá que orzar otras dos.
- Orzar tantas cuartas: hacer que el buque gire, llevando la proa hacia barlovento en el ángulo que mide el número de cuartas determinado. Esto mismo significa la frase de meter tantas cuartas.
- Guiñar sobre la cuarta de tal rumbo: dirigir con el timón la proa del buque hacia la cuarta de que se trata antes que propasar del rumbo señalado hacia la parte opuesta.
- Gobernar o navegar entre la cuarta y la media partida: dirigir el rumbo por la línea que divide el ángulo entre una cuarta cualquiera y su inmediata, que en el caso particular propuesto en la frase es una de las ocho que se llaman también medias partidas.
- Ceñir en tantas cuartas: tener un buque la propiedad de navegar contra el viento en el ángulo que marca el número de cuartas de que se trata y que en este caso se supone ser menor que el de seis en que generalmente ciñen las embarcaciones. De esta propiedad o ventaja gozan las de vela latina y de cuchillo, como místicos, faluchos, balandras, goletas etc.
- Navegar en dieciséis cuartas, arribar hasta que la dirección del viento coincida con la quilla y continuar navegando en esta posición.